# Psilochalcis ghanii
Psilochalcis ghanii is een vliesvleugelig insect uit de familie bronswespen (Chalcididae). De wetenschappelijke naam is voor het eerst geldig gepubliceerd in 1970 door Habu.